# Hirtelen szívmegállás

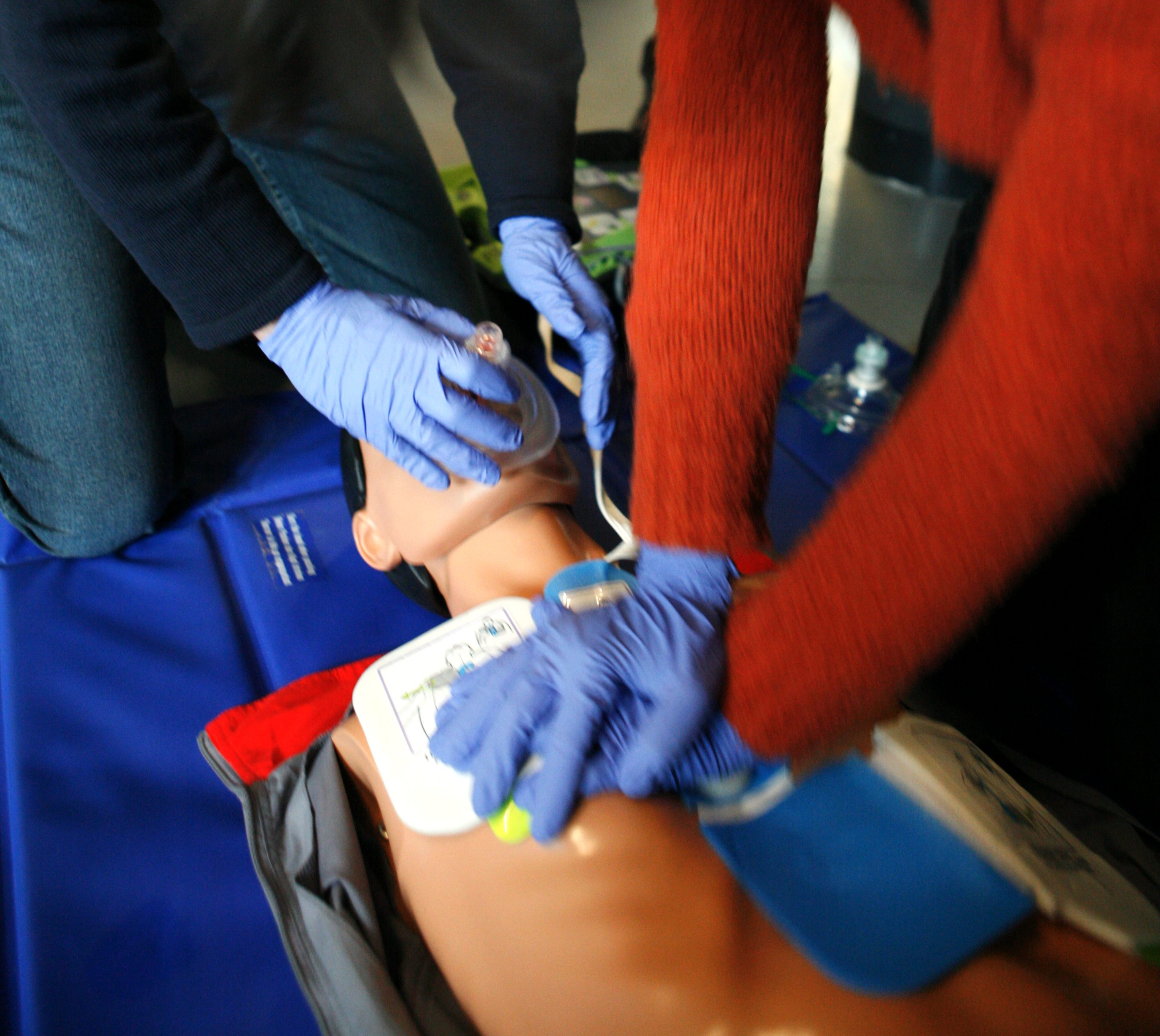
Az újraélesztés (cardiopulmonáris resuscitatio) oktatása modellen

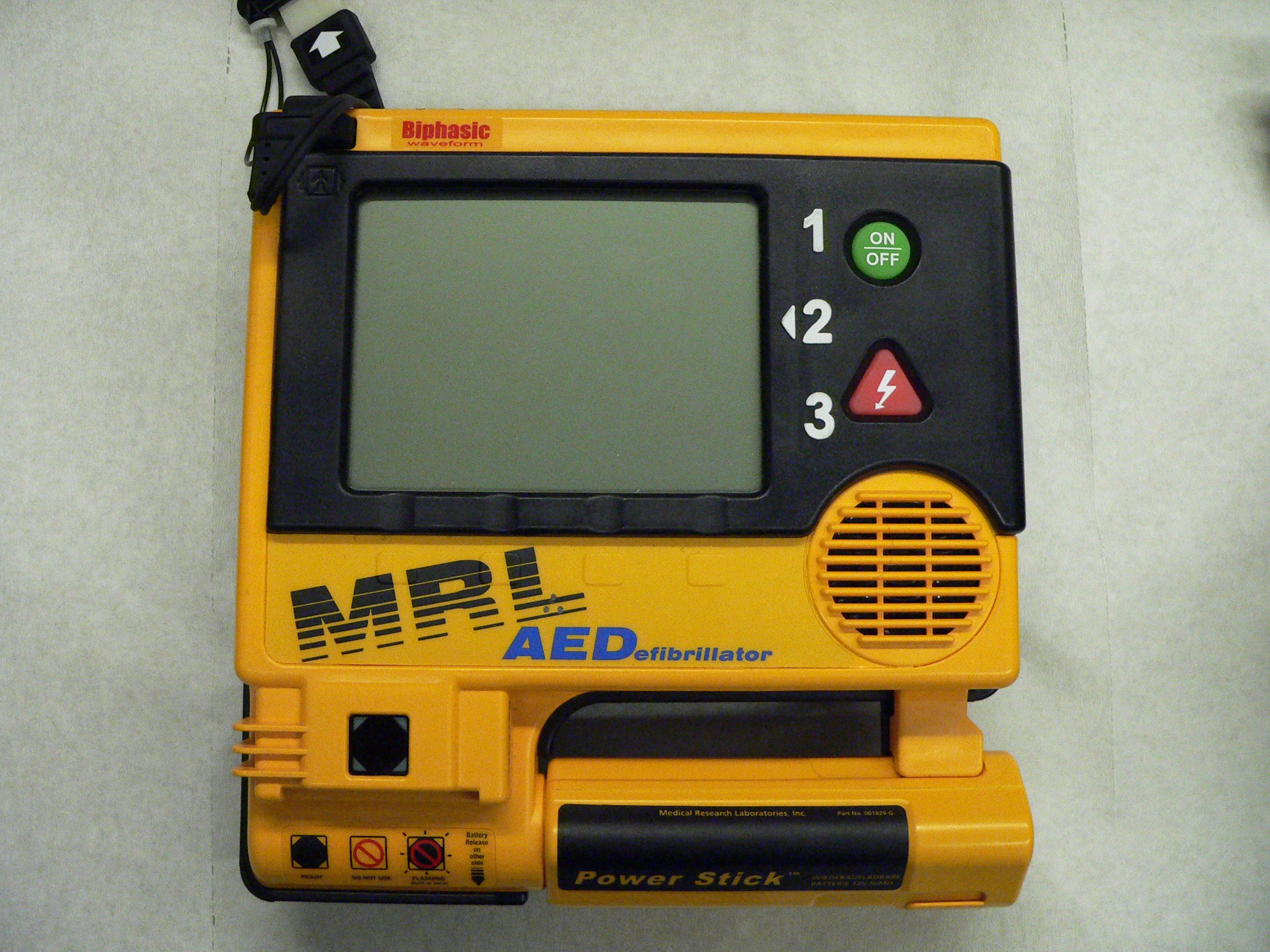
Külső félautomata defibrillátor

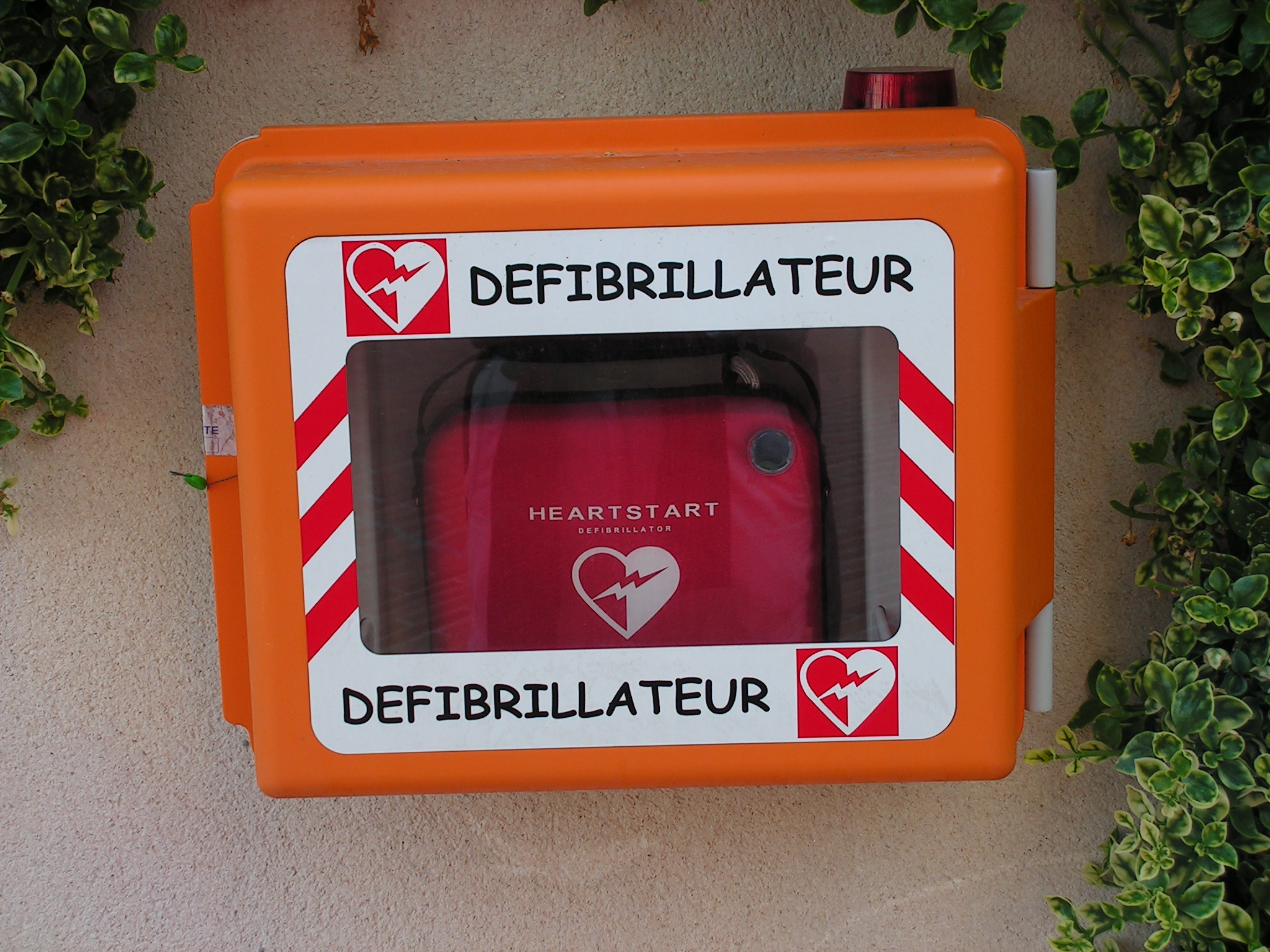
Utcai defibrillátor Franciaországban

A hirtelen szívmegállás egy azonnali életveszélyt jelentő kórkép, amely gyors és szakszerű beavatkozások hiányában – sőt ezek mellett is – a szív pumpafunkciójának és ezzel a vérkeringésnek a hirtelen megszűnését jelenti, aminek következtében megszűnik az életfontosságú szervek oxigénellátása. A hatékony beavatkozásra csak nagyon rövid idő, 3–5 perc áll rendelkezésre, a hosszabb idő visszafordíthatatlan agy- és szívkárosodásokhoz vezet. A hirtelen szívmegállás leggyakoribb oka a szív koszorúereinek betegsége. A szívmegállás a klinikai halál szinonimája. A szívmegállást klinikailag rendszerint a tapintható pulzus hiánya alapján diagnosztizálják.
A szívmegállás még nem azonos a szívhalállal, de a beavatkozás hiánya azt eredményezi.
Mivel a szívmegállás következményei sikeres újraélesztés után is kedvezőtlenek, erőfeszítések történtek arra, hogy hatékony stratégiákat dolgozzanak ki a szívmegállás megelőzésére. Tekintve, hogy a szívmegállás vezető oka a szív vérellátásának elégtelensége (iszkémiás szívbetegség), komoly erőfeszítéseket tettek annak érdekében, hogy népszerűsítsék az egészséges táplálkozást, a testmozgást, és visszaszorítsák a dohányzást. A szívbetegségek kockázatával bíró páciensek esetében szükség van bizonyos jellemzők fokozott orvosi figyelemmel kísérésére, ilyenek a vérnyomás karbantartása, a vér koleszterinszintjének csökkentése, és egyéb orvosi kontroll- és terápiás tevékenységek.

## A hirtelen szívmegállásról általában
A hirtelen szívmegállás egy azonnali életveszélyt jelentő kórkép, amely gyors és szakszerű beavatkozások hiányában – sőt ezek mellett is – halálhoz vezethet. Az okok egy jelentős része olyan visszafordíthatatlan elváltozás, hogy a gyors beavatkozás sem segíthet, ilyen például a súlyos akut szívinfarktus. Többségük azonban nem ilyen, ezért a szívműködés újraindítását – az egyéb újraélesztési (reszuszcitációs) eljárásokkal együtt – minden esetben meg kell kísérelni.
Magyarországon a szív- és érrendszeri halálozások nagy része hirtelen szívmegállás (hirtelen szívhalál) miatt következik be, amely 20-25 000 ember halálát okozza évente. A szívmegállás utáni, mintegy 3-5 percen belül gyorsan, határozottan és a laikustól is elvárható szakszerűséggel eljárva, még meg lehet menteni az eseményt elszenvedő életét. Ez az újraélesztés (cardiopulmonaris resuscitatio). A hirtelen szívmegállás (hazánkban átlagosan 70 eset naponta) nem azonos a szívinfarktussal, bár az is okozhatja. A vér, ha leáll a keringése, nem tudja oxigénnel ellátni a testet. Az oxigén hiánya agykárosodásokhoz vezethet, aminek jele az eszméletvesztés, majd légzési elégtelenséget okoz. Ha ez az állapot 5 percnél tovább tart, az visszafordíthatatlan agy- és szívkárosodásokhoz vezet. A legjobb túlélési esélyek eléréséhez és az idegrendszeri károsodások kivédéséhez gyors és határozott beavatkozásokra van szükség.
A hirtelen szívmegállás orvosilag olyan sürgősségi eset, amely azokban az esetekben talán visszafordítható (reverzibilis), ha a beavatkozás időben, korán történik. Ha a hirtelen vagy váratlan szívmegállás halállal végződik, az elnevezése hirtelen szívhalál. A hirtelen szívmegállás kezelése – a kardiopulmonális újraélesztés (resuscitatio) – a keringés és légzés külső, mesterséges beavatkozás útján történő fenntartását jelenti, amelyet defibrillációs beavatkozás (sokk; a ritmuszavar áramütéssel való megszüntetése) követ, ha sokkolható („kiüthető”) szívritmuszavar marad fenn. Amennyiben az első beavatkozásokkal még a veszélyes, de kiüthető (defibrillálható) ritmuszavar állapotáig sem sikerül eljutni, a klinikai halál elkerülhetetlen.

## Osztályozása
A szívmegállás sokkolható és nem sokkolható kategóriákba sorolható, az EKG vizsgálati görbén megfigyelhető ritmus alapján. Ez arra vonatkozik, hogy az adott típusú ritmuszavar kezelhető vagy nem defibrilláció alkalmazásával. A két elektromosan sokkolható („kiüthető”) ritmuszavar a kamraremegés (kamrai fibrilláció) és a pulzushullám nélküli kamrai eredetű túl szapora szívverés, míg a két nem sokkolható ritmuszavar a szisztoléhiány ("néma szív"; a szív összehúzódásinak szünetelése) (asystolia) és a pulzushullám nélküli elektromos aktivitás.

## Jelek és tünetek
A szívmegállás a szív pumpafunkciójának hirtelen megszűnését jelenti, aminek nyilvánvaló jele a tapinthatatlan pulzus. Gyors beavatkozással a szív általában újraindítható, de beavatkozás nélkül csaknem minden esetben halálhoz vezet. Bizonyos esetekben más súlyos betegségek várható kimenetele a szívmegállás. Az agyi vérellátás elégtelensége miatt a beteg öntudatlan állapotba kerül, és légzése leáll. A szívmegállás diagnózisának fő kritériuma a keringés leállása, szemben a légzésleállással, amellyel sok közös vonása is van, de ennek pontos megállapítására sok lehetőség áll rendelkezésre. A szívmegállást átélt páciensek 10–20%-a számolt be „halálközeli élményekről”.

## Okok
A hirtelen szívmegállás leggyakoribb oka a szív koszorúereinek betegsége. Nagyon sok más, szív- és nem szívbetegségből eredő állapot növelheti a kockázatot.

### A szív koszorúereinek betegsége
A hirtelen szívmegállás (HSZM) mintegy 60–70%-ban a szívkoszorúerek betegségeinek tulajdonítható. Felnőttek között a HSZM leggyakoribb oka a szív vérellátási elégtelensége (az iszkémiás szívbetegség).

### Nem vérellátási elégtelenségen alapuló szívbetegségek
A szív számos és nagyon sokféle rendellenessége növeli a HSZM kockázatát. Ezek közé tartozik a szívizom elfajulása (cardiomyopathia), a szívritmus időleges zavarai, a magas vérnyomás okozta szívbetegségek, a vérkeringés akadályozottsága miatti szívelégtelenség. A hirtelen szívmegállási eseteket vizsgálták át egy 25 éves időintervallumban, a 18-35 év közötti fiatalokból toborzott katonai újoncok körében. Azt találták, hogy az elemzett esetekben a szív kóros eltéréseinek aránya 51% volt, míg az esetek 31%-ában az ok ismeretlen maradt. A kórboncolással is alátámasztott okok aránya a következő volt: szívkoszorúér (coronaria) rendellenességek (61%), szívizomgyulladás (myocarditis) (20%), és túltengéses (hipertrófiás) szívizom elfajulás (13%). A keringés akadályoztatásával járó szívhibák a HSZM kockázatát ötszörösére emelik.

### Nem szíveredetű okok
A HSZM-ek 35%-a nem szívproblémákkal függ össze. A legáltalánosabb nem szíveredetű okok: a trauma okozta vagy attól független (pl. emésztőrendszeri vérzés, aortarepedés, koponyaűri vérzés, drogtúladagolás, fulladás, tüdőembólia, a tüdőverőér vérrög okozta elzáródása).

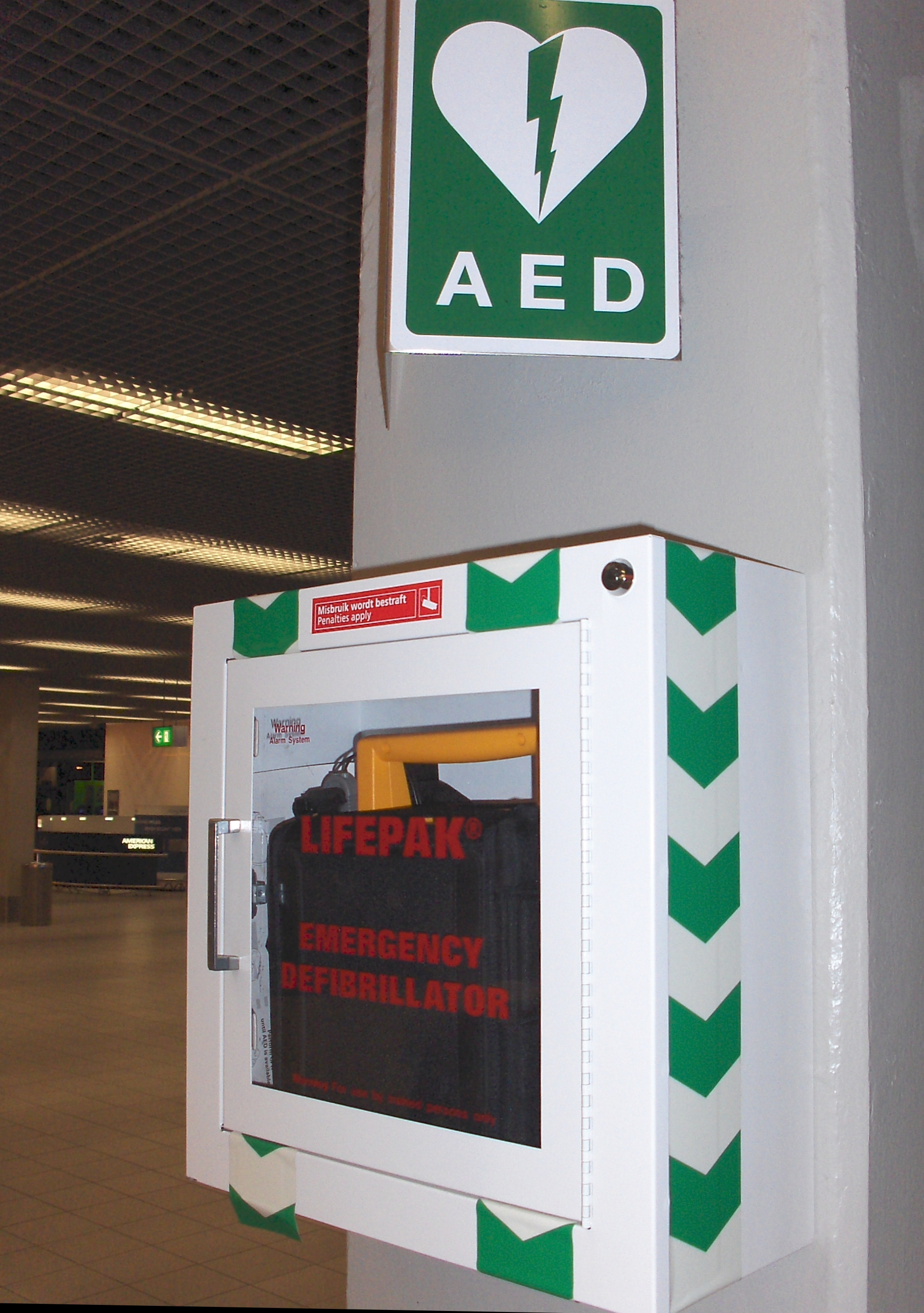
Külső, automata defibrillátor Amszterdam repülőterén (Schiphol)

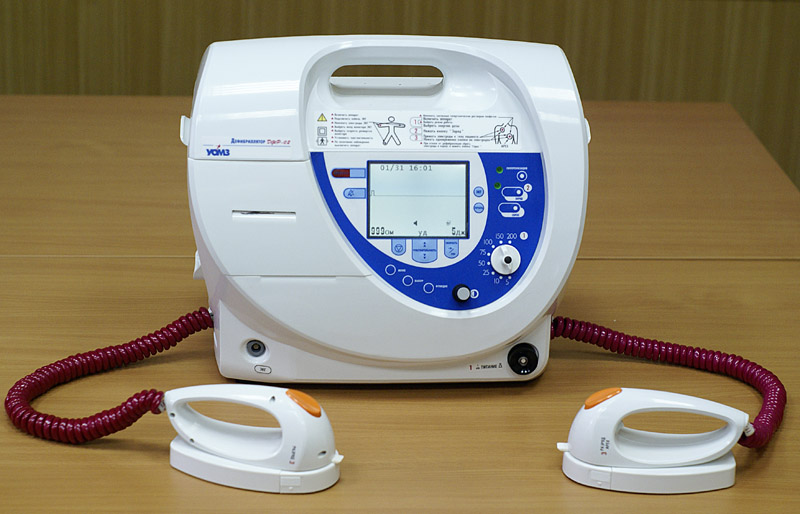
Orosz gyártmányú defibrillátor, elektródákkal

### Kockázati tényezők
A HSZM kockázati tényezői hasonlóak a szívkoszorúér-betegségek okozta szívelváltozásokéhoz, nevezetesen: dohányzás, kevés testmozgás, elhízás, cukorbetegség és családi halmozódás.

### A H-k és T-k
A „H-k és T-k” egy mnemotechnikai (emlékeztető) rendszer két kulcsszava, amelyeket arra használnak, hogy segítsenek megjegyezni a szívmegállás lehetséges okait.

#### H-k
Hipovolémia – A szükséges vértérfogat hiánya
Hipoxia – Oxigénhiány
Hidrogénionok (H+) túl magas koncentrációja (acidózis) – Abnormálisan alacsony pH-érték a szervezetben
Hiperkalémia vagy Hipokalémia/Hipokalemia – A káliumionok (K+) koncentrációjának mindkét irányú eltérése életveszélyes lehet
Hipotermia – Alacsony a test maghőmérséklete
Hipoglikémia vagy Hiperglikémia/Hiperglikémia – Túl alacsony vagy túl magas vércukorszint

#### T-k
Tabletták vagy Toxinok – Túl sok gyógyszer bevétele öngyilkossági szándékból vagy tévedésből, illetve mérgező anyagok bejutása a szervezetbe a legváltozatosabb okokból
SzívTamponád – A szívburokban felgyülemlő folyadék, amely lehet gyulladásos exudátum vagy a szív sérüléséből származó vér összenyomja a szivet és akadályozza működését
Túlnyomásos (szelepes) légmell – A mellhártya lemezei között minden belégzéssel egyre szaporodó levegőgyülem összenyomja a tüdőt, akadályozza a tüdőkeringést, emellett kitolja normál helyzetéből a szívet és megtöri a nagy ereket
Trombózis (Szívinfarktus) – Szívroham
Tromboembolizáció – A tüdőverőér fő- vagy mellékágainak eltömődése a vénás rendszerben keletkezett, és onnan leszakadt vérrög által (Pulmonális embólia)
Trauma – Károsító fizikai behatás

## Diagnózis
A szívmegállás a klinikai halál szinonimája.
A szívmegállást klinikailag rendszerint a tapintható pulzus hiánya alapján diagnosztizálják.
A diagnózis ezen módjának pontatlansága miatt bizonyos szakmai testületek, mint például az "European Resuscitacion Council" (ERC) (Európai Reszuszcitációs Tanács) leértékelte ennek a módszernek a jelentőségét. A "Resuscitatation Council" (UK), az Egyesült Királyság Reszuszcitációs Tanácsa, az ERC és az "American Heart Association" (Amerikai Szív-egyesület) 
javaslatának megfelelően azt javasolta, hogy a módszert csak speciálisan képzett és gyakorlott szívgyógyász szakemberek használhassák, de ilyen esetekben is szükség van még más jelek figyelembevételére, mint például az agonizáló légzés (szabálytalan, kapkodó). A keringés észlelésére különböző más módszereket is javasoltak. A "2000 International Liaison Comittee on Resuscitation" (ILCOR) (2000-es Nemzetközi Összefogás Bizottság az Újraélesztésért)* iránymutatásai tartalmaztak javaslatokat a segélynyújtók számára a „keringés jeleinek” kereséséhez, de éppen nem a pulzust. Ezen jelek közé tartozónak vették a köhögést, a kapkodó, görcsös légzést, a bőrszínt, az izomrángásokat és a mozgást. Azzal szembesülve azonban, hogy ezek az iránymutatások hatástalannak bizonyultak, az ILCOR jelenlegi javaslata szerint minden esetben szívmegállást kell diagnosztizálni, ha a páciens eszméletlen és nincs normális légzése.

## Megelőzés
Mivel a szívmegállás következményei sikeres újraélesztés után is kedvezőtlenek, erőfeszítések történtek arra, hogy hatékony stratégiákat dolgozzanak ki a szívmegállás megelőzésére. Tekintve, hogy a szívmegállás vezető oka a szív vérellátásának elégtelensége (iszkémiás szívbetegség), komoly erőfeszítéseket tettek annak érdekében, hogy népszerűsítsék az egészséges táplálkozást, a testmozgást, és visszaszorítsák a dohányzást. A szívbetegségek kockázatával bíró páciensek esetében szükség van bizonyos jellemzők fokozott orvosi figyelemmel kísérésére, ilyenek a vérnyomás karbantartása, a vérkoleszterol szintjének csökkentése, és egyéb orvosi kontroll- és terápiás tevékenységek.

### Kód-teamek (specialista munkacsoportok)
Az orvosi zsargonban itt használt kifejezések elég speciálisak. Ilyenek a „kék kód” "(blue code)" , „incidens” vagy „karambol” "(crash)". Ezek a kulcsszavak azonnali riasztásra szolgálnak, ha egy adott intézményben vagy osztályon váratlan szívmegállásra, vagy az életfunkciók drámai romlására utaló jeleket észlelnek. Ezzel beindul egy előre kidolgozott intézkedési terven alapuló, szervezett, összehangolt és begyakorolt, komplex és gyors eljárás végrehajtása a veszély elhárítására. A munkacsoportba bevont specialisták pontos tervek és szabályrendszer alapján, egymással szigorúan együttműködve járnak el, egy „karambolterv” vagy „incidenslista” alapján. A kód kifejezést általában a váratlan szívmegállásnál használják, míg a ’’crash’’ („karambol”, „incidens”) esetenként másra is utalhat. A váratlan szívmegállás kezelését néha nevezik kódlehívásnak ("calling a code”) is.
Kiterjedt kutatások kimutatták, hogy az általános osztályokon elhelyezett páciensek állapota akár már néhány órával, vagy néhány nappal azelőtt romlott, mielőtt a hirtelen szívmegállás bekövetkezne. 
Ezt annak tulajdonították, hogy az osztály állandó személyzete nem rendelkezett azokkal az ismeretekkel és gyakorlattal, ami képessé tette volna őket arra, hogy mérni tudják a légzési ráta elégtelenségét, ami gyakran egyik fő előjele az állapot romlásának, és gyakran 48 órával a szívmegállás előtt már megváltozhat. Erre válaszul, sok kórház az állandó személyzet számára fokozott képzést vezetett be. Számos „korai figyelmeztető” rendszert is bevezettek, azzal a céllal, hogy mérjék annak a kockázatát, melyik melyik páciens van az életfunkciók romlásának olyan szintjén, amely jelzésül szolgálhat az állandó kórházi személyzetnek. Ezen túlmenően a specialisták munkacsoportjait hatékonyabban kezdték használni, hogy javítsák már az osztályokon elvégezhető beavatkozások szintjét. Ezekbe tartoznak a következők: 
- Incidens (vagy "kód") munkacsoportok, „teamek”. – Ezekbe a személyzet azon tagjait jelölik ki, akik speciális ismeretekkel és gyakorlattal rendelkeznek az újraélesztésben, és a kórházban minden esetben elérhetőek a helyszíni beavatkozáshoz, ha az esemény bekövetkezik. Ehhez hozzátartozik egy állandóan készenlétben tartott és ellenőrzött speciális eszköz- (beleértve defibrillátort) és gyógyszerkészlet is. Ezek az „incidens kártyán” külön nyilvántartásban is szerepelnek.
- Sürgősségi munkacsoportok. – Ezek a munkacsoportok a felelősek valamennyi sürgősségi esetért. Feladatuk a betegségük akut fázisában kezelni a pácienseket a szívmegállás megelőzése érdekében.
- Kritikus esetek kezelésének külső segítői. – Az előző két team segítése mellett, ezek a csoportok felelősek a nem-specialista személyzet képzéséért is. Emellett elősegítik az információáramlást és a kapcsolattartást a különböző szintű intenzív részlegek és az általános kórházi osztályok között. Ez rendkívül fontos, mivel számos tanulmány kimutatta, hogy a kritikus esetek kezelésére szolgáló környezetből kikerülő páciensek jelentő százalékának állapota gyorsan rosszabbodik, és visszavételük válik szükségessé. A külső segítők támaszt jelentenek a kórházi osztály személyzetének abban, hogy ez elkerülhető legyen.

## Beültethető cardioverter defibrillátorok
A további szívmegállási esetek megelőzésére szolgáló technológiai alapú eljárás a beültethető (implantálható) cardioverter-defibrillátorok (ICD) használata. Az eszköz beültethető a páciensbe és azonnali defibrillátorként működik aritmia esetén. Megjegyzendő, hogy az ICD-ék önálló alapváltozatainak nincs szívritmus-szabályozó ’’(pacemaker)’’ funkciója, de kombinálhatók pacemakerrel, és modern változataiknak olyan fejlett működésük van, mint a túl szapora szívritmus kivédése, vagy a szinkronizált szívműködés helyreállítása a pitvarfibrilláció megszüntetésével (kardioverzió). Egy újabb keletű munkájukban Birnie és munkatársai az Ottawai Egyetem Kardiológiai Intézetében kimutatták, hogy az ICD-ék használata elmarad a kívánatostól mind az Egyesült Államokban, mind Kanadában. Egy ehhez kapcsolódó szerkesztőségi cikkben Simpson magyarázatot ad ennek bizonyos gazdasági, földrajzi, szociális és politikai okaira. Az ICD beültetés legkedvezőbb hatású azoknál a pacienseknél lehet, akiknek súlyos iszkémiás (a szívizom vérellátási elégtelenségéből adódó) szívizomelfajulásuk van (a szisztolés vérkiáramlás 30%-nál kisebb), amint ezt a MADIT-II próba "(MADIT II – Multicenter Automatic Defibrillator Implantation Trial II)" kimutatta.

## A kezelés irányítása
A hirtelen szívmegállás kezelhető az újraélesztésre (reszuszcitációra) való törekvéssel. Ez általában az alapvető élettámogatás "(basic life support/(BLS)" továbbfejlesztett szívtámogatás "(advanced cardiac life support/ (ACLS)" protokollja (egységesített kezelési eljárása), meghatározott szabályai alapján, illetve a gyermekgyógyászati továbbfejlesztett szívtámogatás "(pediatric advanced life support)/(PALS)" vagy (újszülöttkori (neonatális) reszuszcitációs program/(NPR) protokollja alapján történik.

### Cardiopulmonáris reszuszcitáció
A cardiopulmonáris reszuszcitáció (CPR) kritikus szakasza a szívmegállás kezelésének. Olyan gyorsan kell elkezdeni és olyan kevés időre kihagyni, ahogy az csak lehetséges. A CPR eredményességében a legnagyobb eltérések a mellkasi kompressziók (a mellkasra kifejtett nyomások) kivitelezésének módjában mutatkoznak. A légcsőbe bevezetett csőnek (trachealis intubatio) nem volt különösebb szerepe a szívmegállás utáni túlélési arányban. 2009-ben egy vizsgálatban azt találták, hogy a mesterséges lélegeztetés rosszabb kimenetelre vezet, mint a szájüregbe helyezett, passzív oxigenizációt elősegítő eszköz. A kórházba szállítás előtti intubáció (a légcsőbe bevezetett cső) rontotta a túlélési esélyeket. A helyesen végzett laikus CPR javította a túlélési esélyeket, de a kórházon kívüli szívmegállási eseteknek kevesebb mint 30%-ában került rá sor.

### Defibrilláció

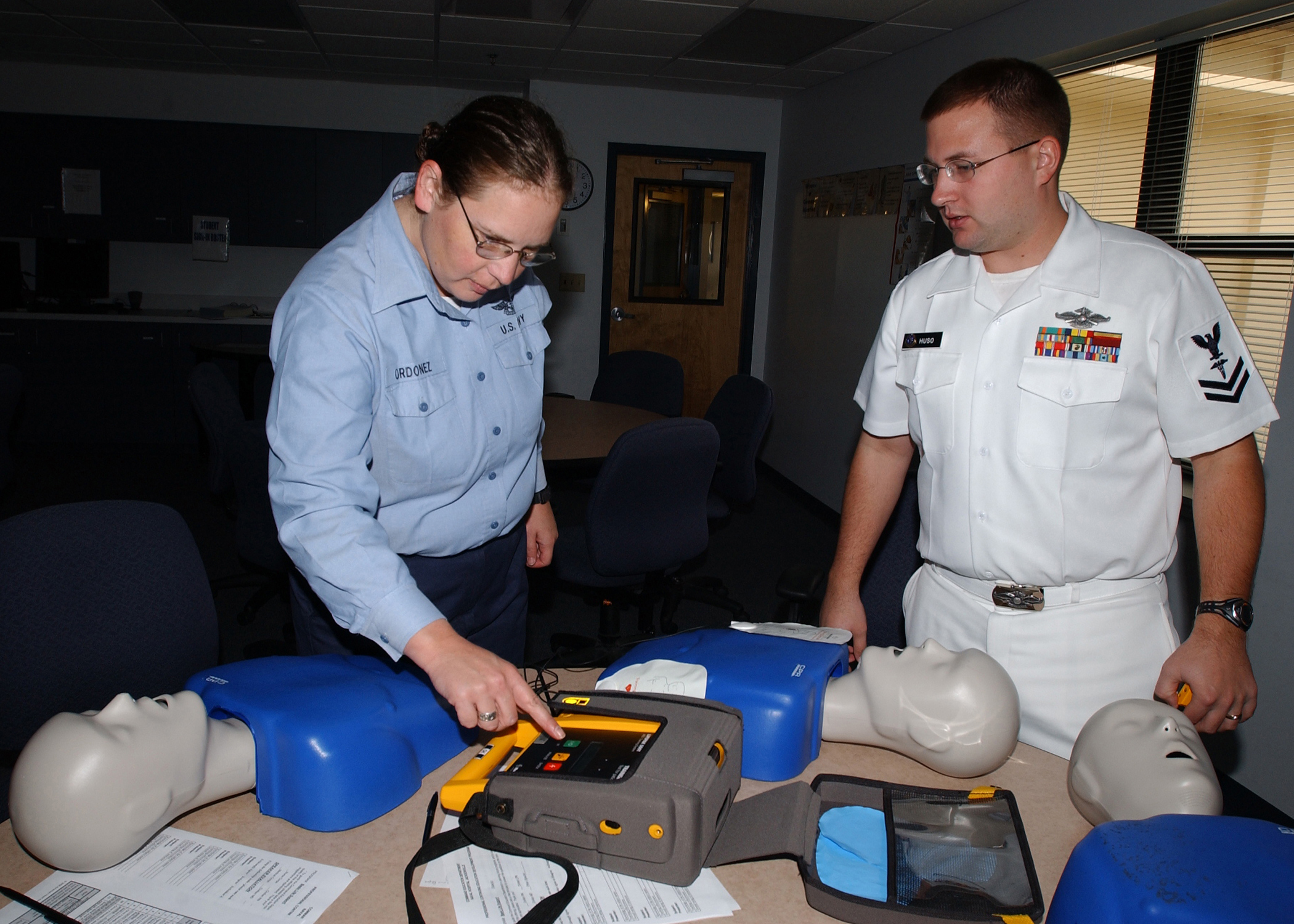
Külső, automata defibrillátor helyes használatának oktatása az Egyesült Államok Haditengerészeténél.

A klinikusok megkülönböztetnek defibrillálható (sokkolható) és nem-defibrillálható (nem-sokkolható) szívmegállási eseteket azon az alapon, hogy van vagy nincs kamrai fibrilláció, vagy pulzus nélküli kamrai eredetű szapora szívritmus (tachycardia). A sokkolható szívritmusokat kezelik CPR-val és defibrillációval. A legtöbb kórházon kívüli szívmegállás szívinfarktust (szívrohamot) követően alakul ki, és kezdetben kamrai fibrillációs ritmussal jelentkezik. A páciensek így általában jól reagálnak a defibrillációra, emiatt ez az eljárás vált a beavatkozások központi elemévé. Ezen túlmenően, egyre szélesebb körben használatosak a nyílt hozzáférésű defibrillátorok. Ehhez hozzátartozik az automata külső defibrillátorok elhelyezése nyilvános helyeken, valamint a környezetben dolgozók kiképzése azok kezelésére. Ez lehetővé teszi a defibrilláció alkalmazását a sürgősségi szolgálatok kiérkezése előtt, ami kimutathatóan növelte a túlélési esélyeket. Bizonyos defibrillátor típusok még a CPR-nál alkalmazott mellkasi kompresszió minőségének visszajelzésére is alkalmasak, amivel bátorítják az újraélésztést végző személyt arra, hogy elég erősen nyomják a páciens mellét ahhoz, hogy ténylegesen biztosítsák a vérkeringést. Emellett kimutatták, hogy azoknál az egyéneknél, akik forgalomtól távol eső helyen szenvedték el a szívmegállást, rosszabb volt a szívmegállás utáni gyógyulás esélye. Bár ezeken a területeken gyakran vannak képzett elsősegélynyújtók, azaz a közösségnek olyan tagjai, akiket kiképeztek a reszuszcitációra, rendelkeznek defibrillátorral és hívhatók sürgősségi esetekhez, ha ilyenek történnek a hozzájuk tartozó területen.

### Gyógyszerek
A gyógyszerek, jóllehet szerepelnek az útmutatókban, nem javították a szívmegállás után a páciensek túlélését. Az alkalmazott gyógyszerek közé tartozik az adrenalin (epinephrine), az atropin és az amiodaron (Cordarone). Ezen gyógyszerek vizsgálata azonban csak a kórházon kívüli szívmegállásos esetekre terjedt ki. Ugyanakkor az Amerikai Szív-egyesület "(American Heart Association; AHA)" 2010-es útmutatójában kiemelte az atropint, megállapítva azt, hogy a rendelkezésre álló adatok arra utalnak, hogy az atropin rutinszerű alkalmazásának a pulzus nélküli elektromos aktivitás (PEA) vagy az aszisztólia során nincs terápiás haszna.

### Terápiás hipotermia
A szívmegálláson átesett páciensek hűtése olyan esetekben javít a kilátásokon, ha a spontán vérkeringés megindult "(return of spontaneous circulation; ROSC)", de az eszméletvesztés nem szűnt meg. Ezt az eljárást nevezik terápiás hipotermiának. Az első vizsgálatokat Európában végezték olyan egyéneken, akiket az eszméletvesztés után 5-15 perccel reszuszcitáltak. A vizsgálatban részt vevő páciensek spontán vérkeringése (ROSC) átlagban 105 perc után indult be. A pácienseket egy 24 órás időszakasz folyamán hűtötték, amikor is a célzott hőmérséklet 32 °C volt. A 137 alany 55%-ára a hipotermia kedvező hatással volt, szemben azoknak a 39%-ával, akik a reszuszcitáció utáni hagyományos kezelést kaptak. A halálozási arány a hipotermiás csoportban 14%-kal alacsonyabb volt, ami azt jelenti hogy minden hét kezelt páciens közül egynek az életét megmentették. Pontosabban a szövődmények a két csoport között nem különböztek alapvetően. Ezeket az eredményeket Ausztráliában végzett párhuzamos vizsgálatok alátámasztották. Ebben a vizsgálatban a szívmegállás után hipotermiával kezelt páciensek 49%-ánál kedvező volt a kimenetel, míg a hagyományos módon kezelteknél csupán 26%-nál.

### Extracorporalis membrános oxigenizáció (ECMO)
Ez egy intenzív orvosi technika, mellyel egy gép (extracorporális, azaz a testen kívül) részben, vagy egészben átveszi a lélegzés funkcióit, a vér oxigénellátásának biztosítását a pácienstől. Az utóbbi években szórványos beszámolók jelentek meg az ECMO eszközökkel végzett reszuszcitációkról.

### Túlélési lánc
Több szervezet propagálja a „túlélési lánc” fogalmának használatát. Ez a következő kapcsolódási rendszert jelenti:
- Korai felismerés – Ha lehetséges a betegség felismerése azelőtt, hogy az a tényleges szívmegállás közvetlen határáig eljutna, megelőzheti a páciensnél az eset bekövetkeztét. A szívmegállás bekövetkeztének korai felismerése a túlélés kulcskérdésének bizonyult – a páciens szívmegállásos állapotban töltött minden perce megközelítőleg 10%-kal csökkenti a túlélési esélyt.[17]
- A korai cardiopulmonáris reszuszcitáció (CPR) javítja az életfontos szervek oxigénellátását, így alapvető fontosságú beavatkozás a szívmegállás kezelésében. Különösen fontos az agy oxigénellátásának biztosítása, ami az idegrendszeri károsodások kivédését teszi lehetővé.
- A korai defibrilláció hatásos eljárás a kamrai (ventricularis) fibrilláció és a pulzus nélküli kamrai eredetű szapora szívritmus „(ventricularis tachycardia)” kezelésében.[17]

Ha a defibrilláció késik, a ritmuszavar aszisztóliába mehet át, amelynek a kilátásai rosszabbak.
- A korai korszerű/fejlett kezelés – A korai továbbfejlesztett szívtámogatás "(advanced cardiac life support/(ACLS)" a túlélési lánc utolsó láncszeme.

Ha a túlélési lánc egy vagy több fázisa kimarad vagy késik, a túlélési esélyek jelentősen csökkennek.
Ezeket a protokollokat, mint eljárásokat gyakran egy Kék Kód jelzés indítja el, amely általában a szívmegállás közvetlen veszélyét, vagy annak hirtelen bekövetkeztét jelzi, vagy súlyos légzési elégtelenséget jelent. A gyakorlatban azonban a Kék Kódot gyakran alkalmazzák az életre kevésbé veszélyes állapotokra is, amelyek azonban azonnali orvosi kezelést igényelnek.

## Kórjóslat (prognózis)
A kórházon kívüli szívmegállás "(out-of-hospital cardiac arrest; OHCA)" rosszabb túlélési arányt mutat (2–8% az elbocsátás és 8–22% a felvétel után), mint a kórházon belül történő szívmegállás (15% elbocsátás után). A fő meghatározó tényező a kezdetkor észlelt szívritmus. A kamrafibrillációt vagy kamrai eredetű szapora szívverést mutató egyének túlélési esélye 10-15-ször jobb, mint azoké, akiknél pulzusnélküli elektromos aktivitás, vagy aszisztólia áll fenn.
Mivel a kórházon kívüli szívmegállás (OHCA) esetekben a halálozási arány magas, több programot is kifejlesztettek a túlélési arány javításának érdekében. Jóllehet a kamrai (ventricularis) fibrilláció esetében a halálozási arány magas, a defibrillátorral történő gyors beavatkozás javítja a túlélési arányt.
A túlélés leginkább a szívmegállás okával függ össze (lásd fentebb). Sajátosan azok a páciensek, akik hipotermiát szenvedtek el, magasabb túlélési arányt mutatnak, valószínűleg azért, mert a hideg védő hatást gyakorol a létfontosságú szervekre a szöveti hipoxiával (oxigénhiánnyal) szemben. A túlélési arány, ha a szívmegállás valamilyen mérgező anyag (toxin) hatására következett be, nagyban függ attól, hogy sikerül-e beazonosítani a toxint, és időben alkalmazni lehet annak ellenszerét (antidotum). Az a páciens, aki szívinfarktust szenvedett el a bal koszorúérben keletkezett vagy elakadt vérrög következtében, kisebb túlélési esélyekkel rendelkezik. 
A kórházi szívmegállások arányairól készült egyik vizsgálatban az találták, hogy azoknak, akiket a beérkezéskor a kórházi ambulancia személyzete reszuszcitált a szívmegállás után, 14,6%-a túlélt a kórházi felvételig. Ezekből 59% a felvételi eljárás közben halt meg, ezek fele az első 24 órában, míg 46% túlélt a kórházból való elbocsátásig. Ebből a szívmegállás utáni túlélést illetően egy 6,8%-átlagos arány adódik. Ezek közül 89% normális agyi funkciókkal rendelkezett, enyhe neurológiai zavarokkal, 8,5%-nál volt mérsékelt károsodás, és 2%-uk szenvedett el súlyos idegrendszeri károsodásokat. Azok közül, akiket a kórházból elbocsátottak 70% volt még életben négy évvel később.
A kórházon belüli szívmegállás prognózisáról készült áttekintő tanulmányban úgy találták, hogy az átlagos túlélés elbocsátás után 14%, bár a különböző vizsgálatok eredményei 0–28% között szóródtak.

## Epidemiológia
A halotti bizonyítványok alapján a hirtelen szívmegállás mintegy 15%-ban a halál oka a nyugati államokban (évente 330 000 az Egyesült Államokban). Az életkori kockázatok háromszor nagyobbak a férfiaknál (12,3%), mint a nőknél (4,2%) a "Framingham Heart Study" elemzése alapján. Ez a nemi különbség eltűnik a 85 éves kor betöltése után.

## Etikai, magatartási következmények
Többen döntenek úgy, hogy életük végén inkább elkerülik az agresszív gyógyító eljárásokat. Egy reszuszcitációt visszautasító személy az irányadó egészségügyi szolgálati irányelvek ("advanced health care directive") lapján világossá tette, hogy szívmegállás esetén nem kíván cardiopulmonáris reszusztcitációt. Más kinyilvánított végakaratok visszautasítják az intubáció alkalmazását légzéselégtelenség esetére, vagy az összes lehetőség kizárására egyszerűen közlik, hogy hagyják őket „természetes körülmények között meghalni”.

## Fordítás
- Ez a szócikk részben vagy egészben  a   Cardiac arrest című angol Wikipédia-szócikk ezen változatának fordításán alapul.  Az eredeti cikk szerkesztőit annak laptörténete sorolja fel. Ez a jelzés csupán a megfogalmazás eredetét és a szerzői jogokat jelzi, nem szolgál a cikkben szereplő információk forrásmegjelöléseként.